# ژوزف مارکس
ژوزف مارکس (انگلیسی: Josef Marx; ۲۰ نوامبر ۱۹۳۴ – ۲۴ اوت ۲۰۰۸) بازیکن فوتبال اهل آلمان بود.
از باشگاه‌هایی که در آن بازی کرده‌است می‌توان به باشگاه فوتبال کارلسروهه اشاره کرد.
وی همچنین در تیم ملی فوتبال آلمان بازی کرده‌است.